# مشروع إنتاج الكتلة الحيوية بإستخدام الصفصاف

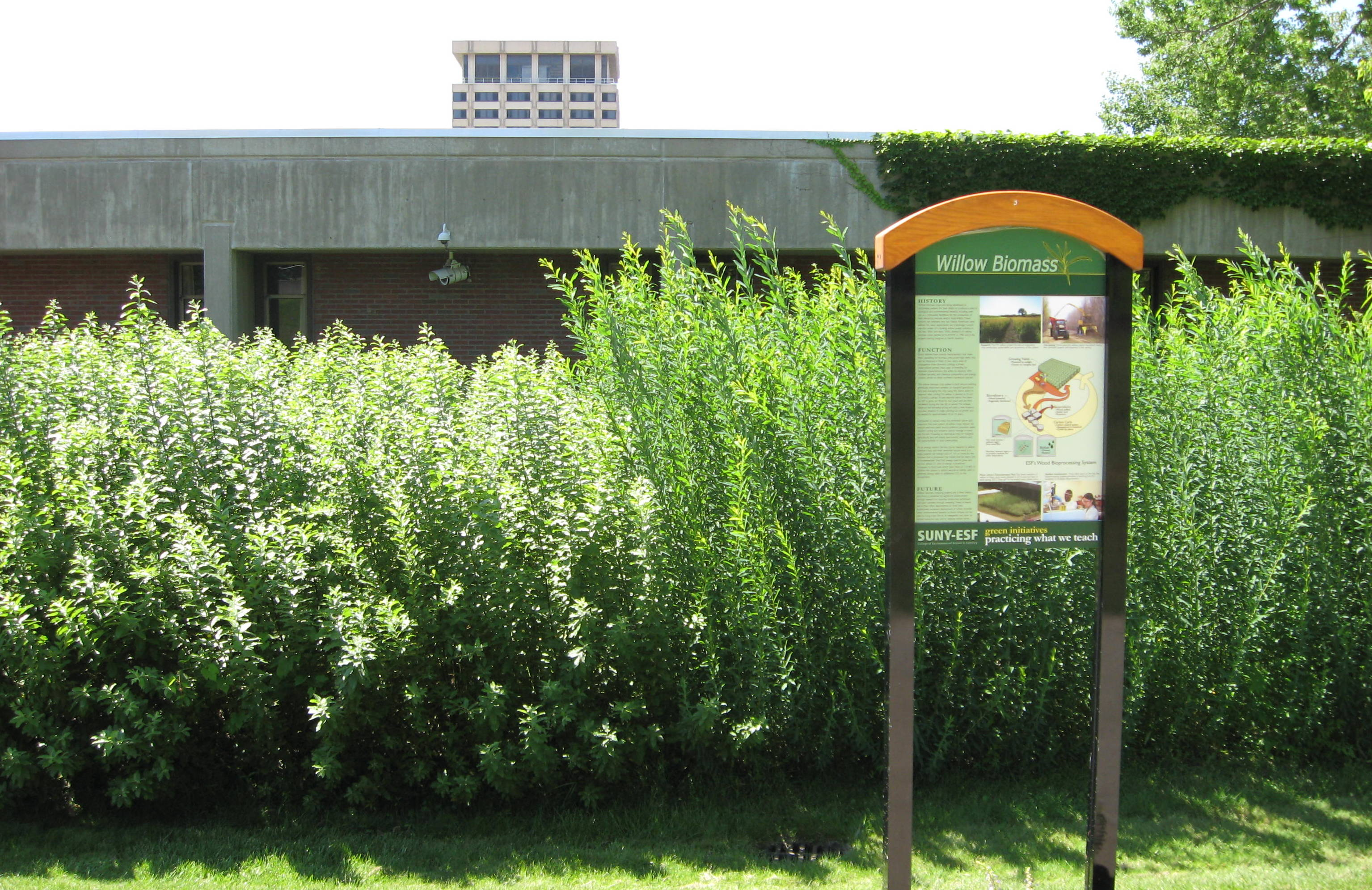
مساحة إرشادية لمشروع إنتاج الكتلة الحيوية بإستخدام الصفصاف. كلية علوم البيئة والغابات، جامعة نيويورك.

إن مشروع إنتاج الكتلة الحيوية بإستخدام الصفصاف هو عبارة عن جهد تعاوني بين أعضاء اتحاد ساليكس لنمو الصفصاف والمحاصيل الخشبية المستدامة الأخري في شمال ولاية نيويورك. ويسعي المشروع، الذي يموله برنامج الطاقة الحيوية للتنمية الريفية في وزارة الطاقة الأميركية، إلي تسويق محاصيل الصفصاف للطاقة الحيوية كمصدر متجدد للوقود الحيوي. وحتي الآن، قد قام المشروع بزراعة الصفصاف فوق 465 فدان (أي 1.9 كم2) علي الأقل من الأراضي المستأجرة بشكل خاص وفوق 25 فداناً (أي 100.000م2) من الأراضي المتعاقد عليها مع المزارعين.

## الصفصاف
تم اختيار الصفصاف لهذا المشروع لعدة أسباب؛ فهو يوفر كمية مماثلة من الطاقة لكل طن مثل الأخشاب الصلبة الأخري كما يمكن زراعته كل بضع سنوات بتكلفة منخفضة نسبياً. فهو أيضاً ينتشر بسهولة كبيرة عن طريق الجذور (العقول) ويتميز بدورة نمو سريعة كما يميل إلي إعادة النمو بعد الحصاد. وتعتقد مؤسسة «ساني-إسف»، وهي أقدم وأعرق مؤسسة في الولايات المتحدة تقوم بالتركيز على دراسة البيئة، إنه يمكن حصاد الصفصاف من 6 إلي 7 مرات قبل أن يحتاج إلي إعادة زراعته.

## اتحاد ساليكس
«ساليكس» Salix Consortium هو اتحاد يضم 20 جامعة وشركة في نيويورك، تتضمن شركة «نياجرا موهوك» للكهرباء وكلية علوم البيئة والغابات بجامعة ولاية نيويورك وهيئة أبحاث وتطوير الطاقة بولاية نيويورك وأقسام الهندسة البيولوجية والزراعة في جامعة كورنيل ومجموعة «انتاريس» وغيرها.

## وصلات خارجية
- "Willowpedia: A Resource for Shrub Willow Bioenergy Crops," Cornell University